# Carrera armamentista naval entre Argentina y Chile
La carrera armamentista naval argentino-chilena fue una carrera armamentista naval entre Argentina y Chile para asegurar que la otra no obtuviera la supremacía en el Cono Sur.  

## Antecedentes
Aunque tanto la armada Argentina como la armada Chilena eran insignificantes en la década de 1860, con cero y cinco buques de guerra respectivamente, la preocupación de Argentina por una fuerte Armada Imperial Brasileña y la guerra de Chile contra España les llevó a agregar buques de guerra capaces a sus flotas en la década de 1870. Durante este tiempo, las relaciones diplomáticas entre Argentina y Chile se deterioraron debido a reclamos fronterizos conflictivos, particularmente en la Patagonia. 
A principios de la década de 1880, después de la guerra del Pacífico, el gobierno chileno poseía posiblemente la armada más fuerte de América. Aun así, la carrera armamentística naval continuó: los chilenos contrataron un crucero protegido, el Esmeralda, mientras que los argentinos contrataron dos buques de guerra, el monitor de torreta central Almirante Brown y el crucero protegido Patagonia.

## La carrera

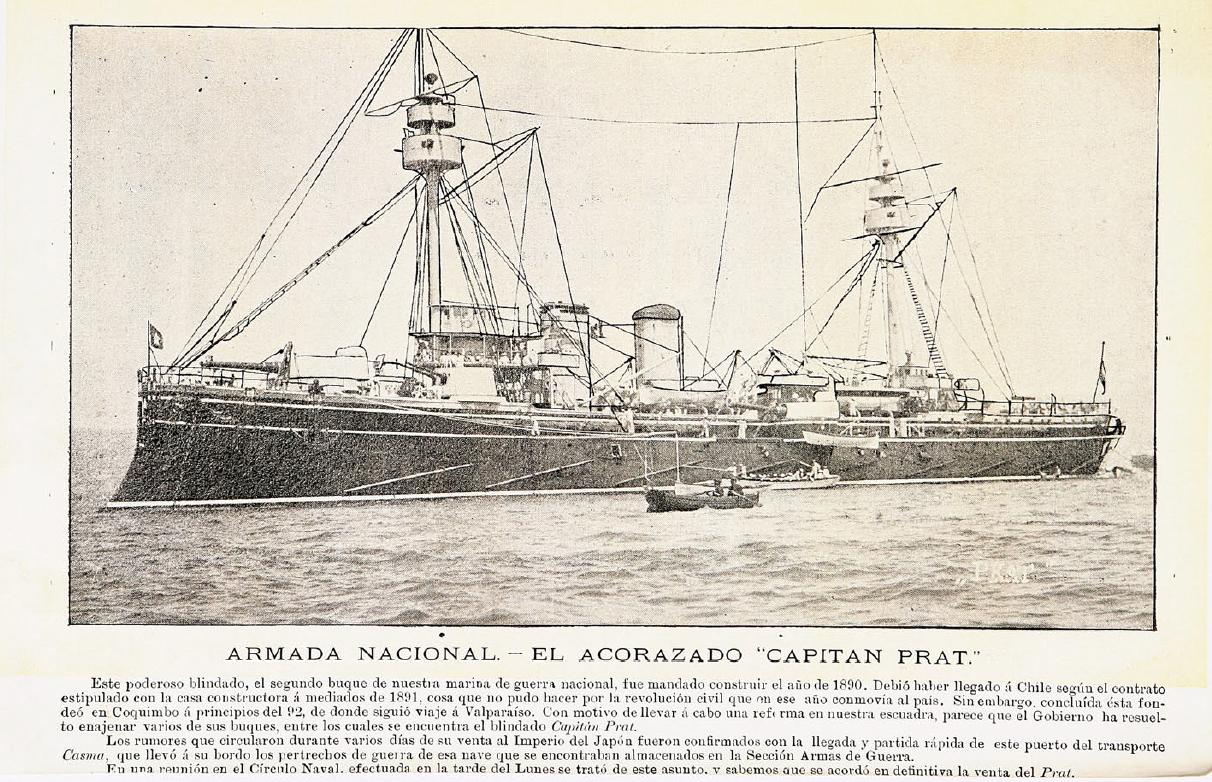
El acorazado chileno Capitán Prat.

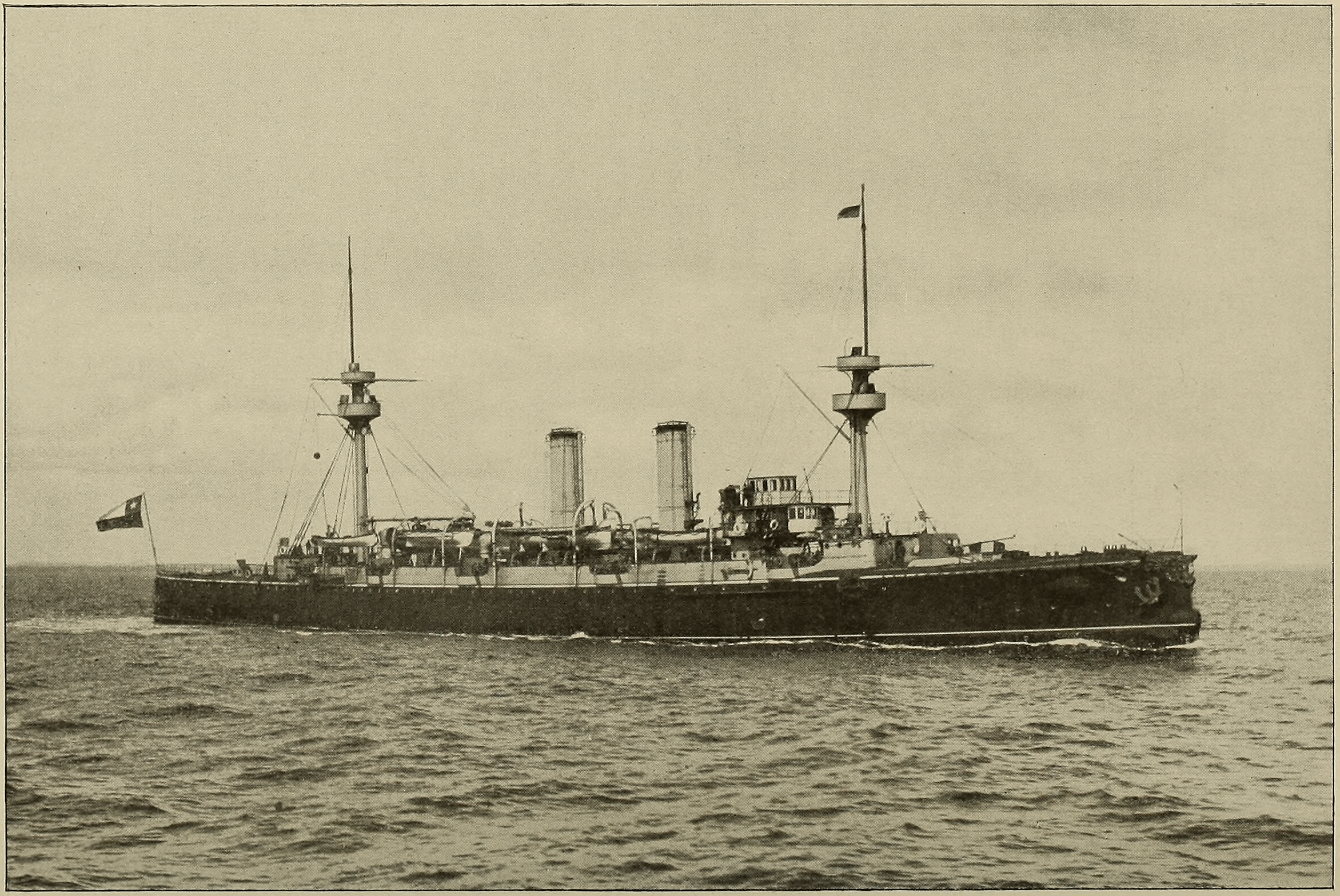
El crucero chileno Blanco Encalada.

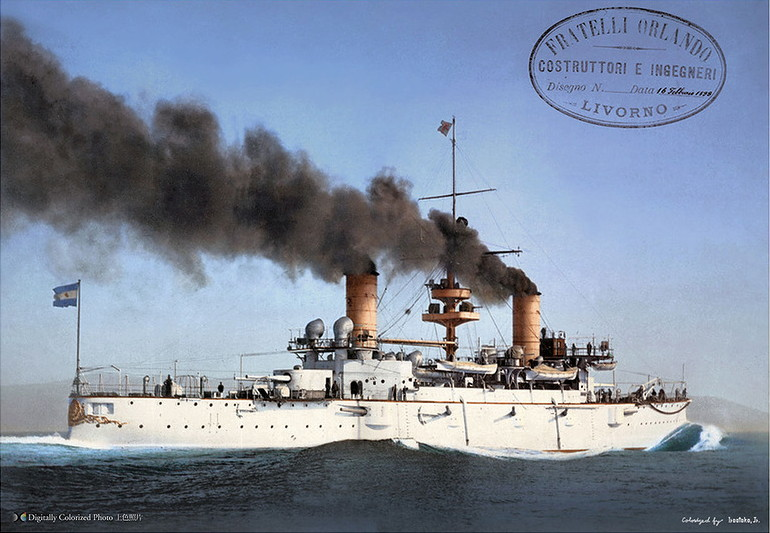
El crucero argentino ARA San Martín, imagen coloreada.

En 1887 el Gobierno chileno añadió 3.129.500 de £ al presupuesto de su Armada, que aún se organizaba en torno a dos antiguos monitores de batería central de la década de 1870: el Almirante Cochrane y el Blanco Encalada. Chile ordenó la construcción del acorazado Capitán Prat, dos cruceros protegidos Presidente Errázuriz y Presidente Pinto y dos torpederos, que fueron lanzados en 1890. El Gobierno argentino respondió rápidamente ordenando dos acorazados el Independencia y el Libertad, iniciándose así una carrera armamentista naval entre ambos países que se prolongó durante toda la década de 1890, aún en medio de la costosa guerra civil chilena de 1891. 
Las dos naciones fueron alternando sus pedidos de construcción de cruceros entre 1890 y 1895, cada uno de los cuales iba añadiendo una pequeña mejora en las características con respecto al buque anterior (por ejemplo, Chile adquirió el Blanco Encalada y Argentina el 9 de Julio). Argentina intensificó la carrera en julio de 1895 al comprar un crucero acorazado de la clase Giuseppe Garibaldi italiana, el Garibaldi. Chile respondió ordenando su propio crucero acorazado, el O'Higgins, y seis buques torpederos; el Gobierno argentino replicó ordenando al instante otro crucero acorazado a la firma de ingeniería italiana Ansaldo (San Martín), contratando luego la construcción de dos más: el General Belgrano y Pueyrredón. 
La carrera armamentista aminoró por un corto tiempo luego de que en 1899 el embajador de los Estados Unidos ante Argentina, William Paine Lord, mediase exitosamente en una disputa limítrofe en la región de la Puna de Atacama; sin embargo, para 1901 ambos países estaban nuevamente contratando la construcción de más buques. La Armada argentina compró a Italia otros dos cruceros acorazados también de la clase Giuseppe Garibaldi y la Armada chilena replicó ordenando la construcción de dos acorazados predreadnought de la clase Constitución en astilleros británicos (Constitución y Libertad). Argentina respondió firmando cartas de intención con Ansaldo en mayo de 1901 para la construcción de dos grandes acorazados. En 1902 Chile adquirió el crucero protegido Chacabuco, de fabricación inglesa.

### El fin de la carrera
La carrera terminó en 1902 con los Pactos de Mayo, arbitrados por los británicos, que contenían un acuerdo vinculante de limitación naval. Ambos gobiernos vendieron o cancelaron los barcos que habían encargado y tres buques de guerra importantes fueron desarmados en su mayoría para equilibrar las flotas. Los pactos resultaron ser la respuesta a las disputas argentina y chilena, ya que los países disfrutaron de un período de cálidas relaciones. 
Esto no duró mucho tiempo, ya que el intento del gobierno brasileño de reconstruir sus fuerzas navales desató la carrera armamentista naval sudamericana (1905-1915), en la que los tres países ordenaron nuevos y revolucionarios acorazados de la época.